# One World One Love
'One World One Love è un album discografico in studio del cantante statunitense Michael Bolton, pubblicato nel 2009.

## Tracce
1. Ready For You – 4:00 (N Atweh, A Messinger, M Bolton)
2. Just One Love – 4:12 (J Omley, M Mani, M Bolton)
3. Need You To Fall – 3:40 (J Winans, M Kearney, J Bell, S Lawrence, R Marvin)
4. Hope It's Too Late – 3:08 (K Livingston, E Kiriakou, M Bolton)
5. Can You Feel Me (feat. Tami Chynn) – 3:59 (T Jackson, T Chin, B Jobson, N Case)
6. The Best – 4:06 (S Smith, M Bolton, M Mani, J Omley)
7. Murder My Heart (cori in alcune versioni di Lady Gaga) – 4:05 (S Germanotta, M Bolton, M Mani, J Omley)
8. You Comfort Me – 3:43 (N Atweh, M Bolton, A Messinger)
9. Sign Your Name – 3:30 (T D'Arby)
10. Invisible Tattoo – 4:03 (S Robinson)
11. Survivor – 3:55 (J Omley, M Bolton, M Mani)
12. Crazy Lov (cover) – 2:48 (V Morrison)

## Classifiche
| Classifica (2009)     | Posizione massima |
| --------------------- | ----------------- |
| Billboard 200         | 166               |
| Official Albums Chart | 19                |